# خانه قدیمی نیل‌ساز
منزل قدیمی نیل ساز مربوط به دوره پهلوی اول است و در دزفول، محله مسجد، خیابان آیت‌الله طالقانی واقع شده و این اثر در تاریخ ۵ بهمن ۱۳۷۸ با شمارهٔ ثبت ۲۵۶۴ به‌عنوان یکی از آثار ملی ایران به ثبت رسیده است.